# Tiruvidaimarudur
Tiruvidaimarudur (Tamil: திருவிடைமருதூர் Tiruviṭaimarutūr [ˈt̪irɯˌʋiɖɛi̯ˌmarɯd̪uːr], auch Thiruvidaimarudur, Tiruvithaimaruthur) ist eine Stadt im indischen Bundesstaat Tamil Nadu. Die Einwohnerzahl beträgt rund 15.000 (Volkszählung 2011).
Tiruvidaimarudur liegt im Kaveri-Delta im Distrikt Thanjavur. Die nächstgrößere Stadt ist Kumbakonam elf Kilometer westlich. Die Distrikthauptstadt Thanjavur ist 50 Kilometer entfernt, nach Chennai (Madras), die Hauptstadt Tamil Nadus, sind es 280 Kilometer. Tiruvidaimarudur ist Hauptort des Taluks Tiruvidaimarudur.

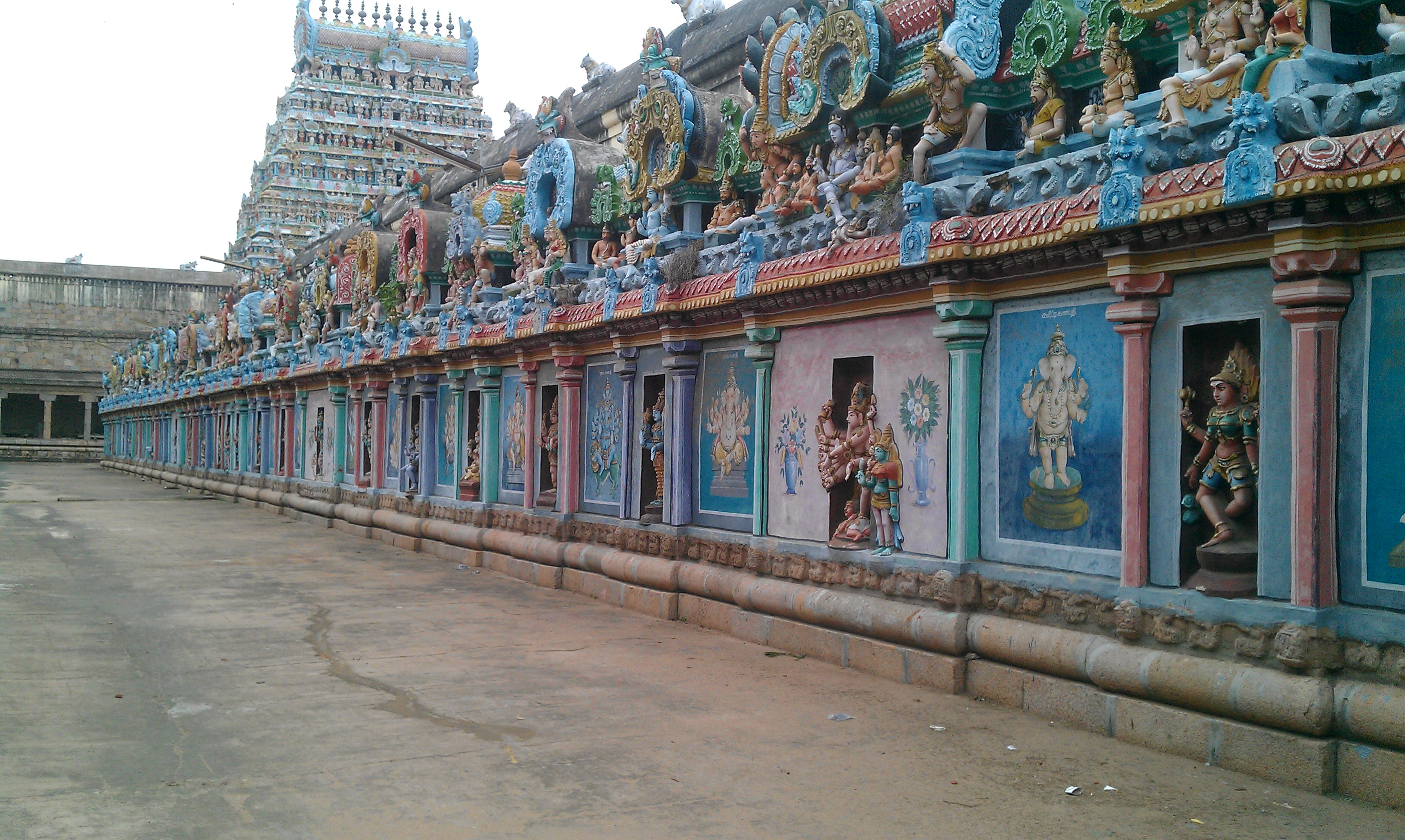
Im Mahalingeswarar-Tempel von Tiruvidaimarudur

Tiruvidaimarudur beherbergt einen bedeutenden Hindu-Tempel, den Mahalingeswarar-Tempel, der dem Gott Shiva geweiht ist. Das Heiligtum von Tiruvidaimarudur wurde im 7./8. Jahrhundert in den Tevaram-Hymnen der Dichterheiligen Appar, Sundarar und Sambandar besungen. Damit gehört Tiruvidaimarudur zu den 274 heiligen Orten des tamilischen Shivaismus (Padal Petra Sthalams). Der heutige Tempel geht auf die Chola-Periode zurück. Um das Jahr 973 wurde ein älterer aus Ziegeln gebauter Tempel durch einen Steintempel ersetzt. In den darauf folgenden Jahrhunderten wurde dieser zu einem weitläufigen Tempelkomplex mit drei durch konzentrische Mauerringe gegliederten Bereichen (Prakaras) und hohen Tortürmen (Gopurams) erweitert. Der innerste Prakara – der älteste Teil des Tempels – wurde aber um 1907 im Zuge einer von reichen Händlern aus der Kaste der Nattukottai Chettiar geförderten Tempelrenovierung komplett abgerissen und durch einen Neubau ersetzt.
83 Prozent der Einwohner Tiruvidaimarudurs sind Hindus, 11 Prozent Muslime und 6 Prozent Christen. Die Hauptsprache ist, wie in ganz Tamil Nadu, das Tamil, das von 99 Prozent der Bevölkerung als Muttersprache gesprochen wird.